# EMEA

EMEA: 유럽, 중동, 아프리카. 세계 지도에서 표시된 지역.

EMEA란 "Europe, the Middle East and Africa"의 줄임말이다. 정부, 마케팅, 비즈니스 등에서 유럽, 중동, 아프리카 지역을 지칭하는 용어를 뜻한다.

## 관련 지역
- 동유럽, 중동, 아프리카 (EEMEA)
- 남유럽, 중동, 아프리카 (SEMEA)
- 남동유럽, 중동, 아프리카 (SEEMEA)
- 중앙 및 동유럽 (CEE)
- 중앙유럽, 중동, 아프리카 (CEMEA)[1]
- 중동 및 북아프리카 (MENA)
- 유럽, 중동, 인도, 아프리카 (EMEIA 또는 EMIA)
- 유럽, 중동, 아프리카, 독립국가연합 (EMEACIS)
- 유럽, 중동, 아프리카, 카리브 제도 (EMEAC)
- 독립국가연합(CIS) - 흑해, 카스피 해 주변
- 북대서양 및 중앙유럽 (NACE)
- 중앙 및 동유럽, 중동, 아프리카 (CEMA)[2]

## 같이 보기
- 아메리카